# Nicholson River (Golf von Carpentaria)
Der Nicholson River ist ein Fluss im Nordosten des australischen Northern Territory und im Nordwesten von Queensland.

## Name
Namensgebend für den Fluss war der preußische Entdecker Ludwig Leichhardt während seiner ersten Australienexpedition in den Jahren 1844 bis 1845. Er verwendete den Namen seines britischen Studienfreundes in Berlin, dem Dr. William Alleyne Nicholson aus Bristol.

## Geografie

### Flusslauf
Der Nicholson River entsteht durch den Zusammenfluss von Liligi Creek und Conjula Creek im Norden des Barkly Tableland südlich der Calvert Road im Northern Territory. Er fließt zunächst nach Südosten bis zum Zufluss des Buddycurrawa Creek und biegt dann nach Osten ab. Er überschreitet die Grenze nach Queensland und  trifft bei Corinda auf den Savannah Way, dem er bis Burketown folgt. Kurz vor der Stadt wendet er seinen Lauf nach Nordosten und mündet er in den Golf von Carpentaria.

### Nebenflüsse mit Mündungshöhen
Nebenflüsse des Nicholson River sind:
- Liligi Creek – 238 m
- Coanjula Creek – 238 m
- Collins Creek – 225 m
- Buddycurrawa Creek – 214 m
- Norris Creek – 202 m
- Skuthorp Creek – 198 m
- Little Pandanus Creek – 192 m
- Ficklin Creek – 187 m
- Wallis Creek – 155 m
- Cow Creek – 146 m
- Bauhinia Creek – 141 m
- Fish River – 121 m
- Pandanus Creek – 108 m
- South Nicholson Creek – 105 m
- Border Creek – 95 m
- Gorge Creek – 93 m
- Hedleys Creek – 68 m
- Argyle Creek – 53 m
- Desert Creek – 48 m
- Emu Creek – 27 m
- Shadforth Creek – 27 m
- Gregory River – 11 m
- Gin Arm Creek – 10 m
- Gaynor Creek – 4 m

### Durchflossene Seen
Er durchfließt folgende Seen:
- The Block Waterhole – 221 m
- Five Mile Waterhole – 77 m